# Ob, Ryssland

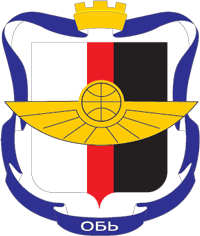
Obs stadsvapen.

Ob (ryska Обь) är en stad i Novosibirsk oblast, Ryssland, 17 km väster om Novosibirsk. Folkmängden uppgick till 28 387 invånare i början av 2015.
Byn Tolmatjovo grundades 1850, nära den plats där staden nu ligger. I slutet av 1800-talet upprättades det i samband med byggandet av Transsibiriska järnvägen en bosättning med samma namn vid järnvägsstationen. 1934 ändrades namnet till Ob (efter floden Ob som rinner 10 km öster om staden). 1947 fick bosättningen status som stadsliknande bosättning  och 1969 stadsstatus.
Tolmatjovos flygplats, en av Rysslands största flygplatser, ligger alldeles nordväst om stadens centrum. Flygbolaget S7 Airlines har sitt huvudkontor i Ob.